# Kędzierzyńsko-Kozielski
Kędzierzyńsko-Kozielski là một huyện thuộc tỉnh Opolskie của Ba Lan. Huyện có diện tích 625 km². Đến ngày 1 tháng 1 năm 2011, dân số của huyện là 99881 người và mật độ 160 người/km².